# Provins
För andra betydelser, se Provins (olika betydelser).
En provins är en administrativ enhet, ett förvaltningsområde som vanligen ligger på en nivå närmast under riksnivån. En provins kan också vara ett historiskt område, ett tidigare förvaltningsområde som uppfattas såsom en enhet eller ett erövrat eller ockuperat område med mindre rättigheter än ockupationsmaktens ursprungliga områden.
Uttrycket härstammar från romerska riket, där nivån närmast under kejsarens, den centrala nivån, på latin kallades provincia; plural: provinciae. De romerska provinserna var det romerska rikets största territoriella och administrativa enhet av områden kontrollerade utanför Apenninska halvön.
Termen provins används även i romersk-katolska kyrkans terminologi för en ärkebiskops ämbetsområde som kallas kyrkoprovins.
De svenska orden län och landskap översätts på andra språk ibland till det ord som motsvarar det svenska ordet provins. I formella och högtidliga sammanhang hände det dock även i Sverige att man talade i termer av provinser istället för landskap eller län. Ett exempel på detta är till exempel Smålands banks slagord; Gynna provinsens bank! Detta upphörde till stor del i slutet av 1950-talet. 
| Land                  | Beskrivning                              | Nivå                      |
| --------------------- | ---------------------------------------- | ------------------------- |
| Afghanistan           | Afghanistans administrativa indelning    | Första                    |
| Algeriet              | Algeriets provinser                      | Första                    |
| Angola                | Angolas provinser                        | Första                    |
| Argentina             | Argentinas provinser                     | Första                    |
| Belgien               | Belgiens administrativa indelning        | Andra                     |
| Brittiska Indien      | Provinser i Brittiska Indien             | historiska                |
| Kejsardömet Brasilien | Brasilien provinser                      | historiska                |
| Chile                 | Chiles administrativa indelning          | Andra                     |
| Costa Rica            | Costa Ricas provinser                    | Första                    |
| Ecuador               | Ecuadors provinser                       | Första                    |
| Filippinerna          | Filippinernas provinser                  | Andra                     |
| Frankrike             | Frankrikes provinser                     | historiska –1789          |
| Indonesien            | Indonesiens provinser                    | Första                    |
| Italien               | Italiens provinser                       | Andra                     |
| Irak                  | Iraks provinser                          | Första                    |
| Iran                  | Irans provinser                          | Första                    |
| Irland (ön)           | Irlands provinser                        | historiska                |
| Kazakstan             | Kazakstans oblystar                      | Första                    |
| Kambodja              | Kambodjas administrativa indelning       | Första                    |
| Kanada                | Kanadas provinser och territorier        | Första                    |
| Kenya                 | Kenyas provinser                         | Första                    |
| Kina                  | Kinas provinser                          | Första                    |
| Kongo-Kinshasa        | Demokratiska republiken Kongos provinser | Första                    |
| Kuba                  | Kubas administrativa indelning           | Första                    |
| Kuwait                | Kuwaits provinser                        | Första                    |
| Laos                  | Laos provinser                           | Första                    |
| Madagaskar            | Madagaskars provinser                    | historiska –2009          |
| Mongoliet             | Mongoliets provinser                     | Första                    |
| Nederländerna         | Nederländernas provinser                 | Första                    |
| Nordkorea             | Nordkoreas administrativa indelning      | Första                    |
| Pakistan              | Pakistans provinser                      | Första                    |
| Peru                  | Provinser i Peru                         | Andra utom provinsen Lima |
| Polen                 | Polens vojvodskap                        | Första                    |
| Portugal              | Portugals provinser                      | historiska                |
| Preussen              | Preussens provinser                      | historiska                |
| Fristaten Preussen    | Fristaten Preussens provinser            | historiska                |
| Romerska riket        | Romerska provinser                       | historiska                |
| Serbien               | Serbiens administrativa indelning        | Första                    |
| Storbritannien        | Storbritanniens administrativa indelning | enbart Nordirland         |
| Sydafrika             | Sydafrikas provinser                     | Första                    |
| Sydkorea              | Sydkoreas administrativa indelning       | Första                    |
| Spanien               | Spaniens provinser                       | Andra                     |
| Nya Spanien           | Nya Spaniens provinser                   | historiska                |
| Syrien                | Syriens provinser                        | Första                    |
| Taiwan                | Taiwans administrativ indelning          | Första                    |
| Thailand              | Thailands administrativa indelning       | Andra                     |
| Turkiet               | Turkiets provinser                       | Första                    |
| Turkmenistan          | Turkmenistans provinser                  | Forsta                    |
| Ungern                | Ungerns administrativa indelning         | Andra                     |
| Uzbekistan            | Uzbekistans provinser                    | Första                    |
| Vietnam               | Vietnams proviner                        | Första                    |
| Zimbabwe              | Zimbabwes provinser                      | Första                    |
| Österrike-Ungern      | Riksdelar och länder i Österrike-Ungern  | Första                    |